# Rancho Alegre, Puebla
Rancho Alegre är en ort i Mexiko.   Den ligger i kommunen Tetela de Ocampo och delstaten Puebla, i den sydöstra delen av landet, 140 km öster om huvudstaden Mexico City. Rancho Alegre ligger 1 970 meter över havet och antalet invånare är 215.
Terrängen runt Rancho Alegre är bergig åt nordost, men åt sydväst är den kuperad. Runt Rancho Alegre är det ganska tätbefolkat, med 60 invånare per kvadratkilometer. Närmaste större samhälle är Zacatlán, 14,2 km nordväst om Rancho Alegre. I omgivningarna runt Rancho Alegre växer i huvudsak blandskog.